# Nuno Vieira Campos
Nuno Campos (Funchal, Portugal, 13 de junio de 1993) es un futbolista portugués. Juega de defensa y su equipo es el Portimonense S. C. de la Segunda División de Portugal.

## Clubes
| Club               | País     | Año       |
| ------------------ | -------- | --------- |
| C. D. Nacional     | Portugal | 2012-2020 |
| C. D. Mafra        | Portugal | 2020-2021 |
| G. D. Chaves       | Portugal | 2021-2022 |
| S. C. U. Torreense | Portugal | 2022-2024 |
| Portimonense S. C. | Portugal | 2024-     |

## Palmarés

### Campeonatos nacionales
| Título                       | Club           | País     | Año     |
| ---------------------------- | -------------- | -------- | ------- |
| Segunda División de Portugal | C. D. Nacional | Portugal | 2017-18 |